# Union Station (Pittsburgh)
Pour les articles homonymes, voir Union Station.
Union Station est une gare ferroviaire des États-Unis située à Pittsburgh dans l'État de Pennsylvanie.

## Histoire
Elle est mise en service en 1903.

## Service des voyageurs

### Desserte
Elle est desservie par des liaisons longue-distance Amtrak :
- Le Capitol Limited: Chicago - Washington DC (District of Columbia)
- Le Pennsylvanian: Pittsburgh - New York